# ضفدع الجدول البني
ضفدع الجدول البني (الاسم العلمي:Rana sakuraii) (بالإنجليزية: Stream Brown Frog)‏ هو نوع من البرمائيات يتبع جنس الضفدع الحقيقي من فصيلة الضفادع الحقيقية.